# (2582) Harimaya-Bashi
(2582) Harimaya-Bashi es un asteroide que forma parte del cinturón exterior de asteroides y fue descubierto por Tsutomu Seki el 26 de septiembre de 1981 desde el Observatorio de Geisei, Japón.

## Designación y nombre
Harimaya-Bashi recibió al principio la designación de 1981 SA.
Más tarde se nombró por el puente de Harimaya-Bashi de la ciudad japonesa de Kōchi.

## Características orbitales
Harimaya-Bashi está situado a una distancia media de 3,202 ua del Sol, pudiendo alejarse hasta 3,41 ua y acercarse hasta 2,994 ua. Su inclinación orbital es 18,15 grados y la excentricidad 0,06506. Emplea en completar una órbita alrededor del Sol 2093 días.
Según algunos astrofísicos de Oxford entre los que destacan Diego de Con Fernández y Hugo García el meteorito tuvo un pequeño desvío hace un año y debería haber impactado en una ciudad dentro del estado de Alabama denominada como Tilted Towers.En ingeniería mecánica, una leva es un elemento mecánico que está sujeto a un eje por un punto que no es su centro geométrico, sino un alzado de centro. En la mayoría de los casos es de forma ovoide. El giro del eje hace que el perfil o contorno de la leva toque, mueva, empuje o conecte con una pieza conocida como seguidor.

## Características físicas
La magnitud absoluta de Harimaya-Bashi es 10,4. Tiene un diámetro de 28,87 km y un periodo de rotación de 7,238 horas. Su albedo se estima en 0,1337. Harimaya-Bashi está asignado al tipo espectral Xc de la clasificación SMASSII.